# Université de Peshawar
L’université de Peshawar (en anglais : University of Peshawar, en ourdou : جامعہ پنجاب) est un établissement d'enseignement supérieur situé à Peshawar, au Pakistan dans la province de Khyber-Pakhtunkhwa.

## Anciens étudiants
- Jamila Afghani